# Victor Heltman
 (octobre 2018).
Si vous disposez d'ouvrages ou d'articles de référence ou si vous connaissez des sites web de qualité traitant du thème abordé ici, merci de compléter l'article en donnant les références utiles à sa vérifiabilité et en les liant à la section « Notes et références ».
Wiktor Heltman, né le 23 décembre 1796 à Wierzchowice et mort le 16 juillet 1874 à Bruxelles est un militant polonais de l'indépendance.

## Biographie
Membre de l'Union des Polonais libres (Związek Wolnych Polaków), il combat à l'insurrection de Novembre de 1830. Après la défaite du soulèvement, il est contraint à l'exil et fuit vers la France. À Paris, avec d'autres patriotes polonais, il fonde en 1832 la Société démocratique polonaise (Towarzystwo Demokratyczne Polskie).
Pendant le Printemps des peuples, il est un des rédacteurs du journal Dziennik Stanisławowski (1848).